# Taylorella equigenitalis
Taylorella equigenitalis es una bacteria gramnegativa del género Taylorella. Fue descrita en el año 1984, es la especie tipo. Su etimología hace referencia a genitales de equinos. Anteriormente conocida como Haemophilus equigenitalis, que se describió en el año 1978. Es gramnegativa, aerobia e inmóvil. Crece muy débilmente en agar sangre, y mejor en agar chocolate. Temperatura de crecimiento entre 30-42 °C, óptima de 35-37 °C. Catalasa y oxidasa positivas. Tiene un contenido de G+C de 36,5%.
Es patógena de equinos, causando metritis infecciosa. 